# プロンプター (電気機器)

カメラ用プロンプター
(1) カメラ
(2) フード（覆い）
(3) 液晶モニタ
(4) ハーフミラー
(5) 人物の映像
(6) モニタの原稿映像

プロンプター、テレプロンプターとは、放送・講演・演説・コンサートなどの際に、電子的に原稿や歌詞などを表示し、読み手や演者を補助するための装置・システムを指す。

## 概要

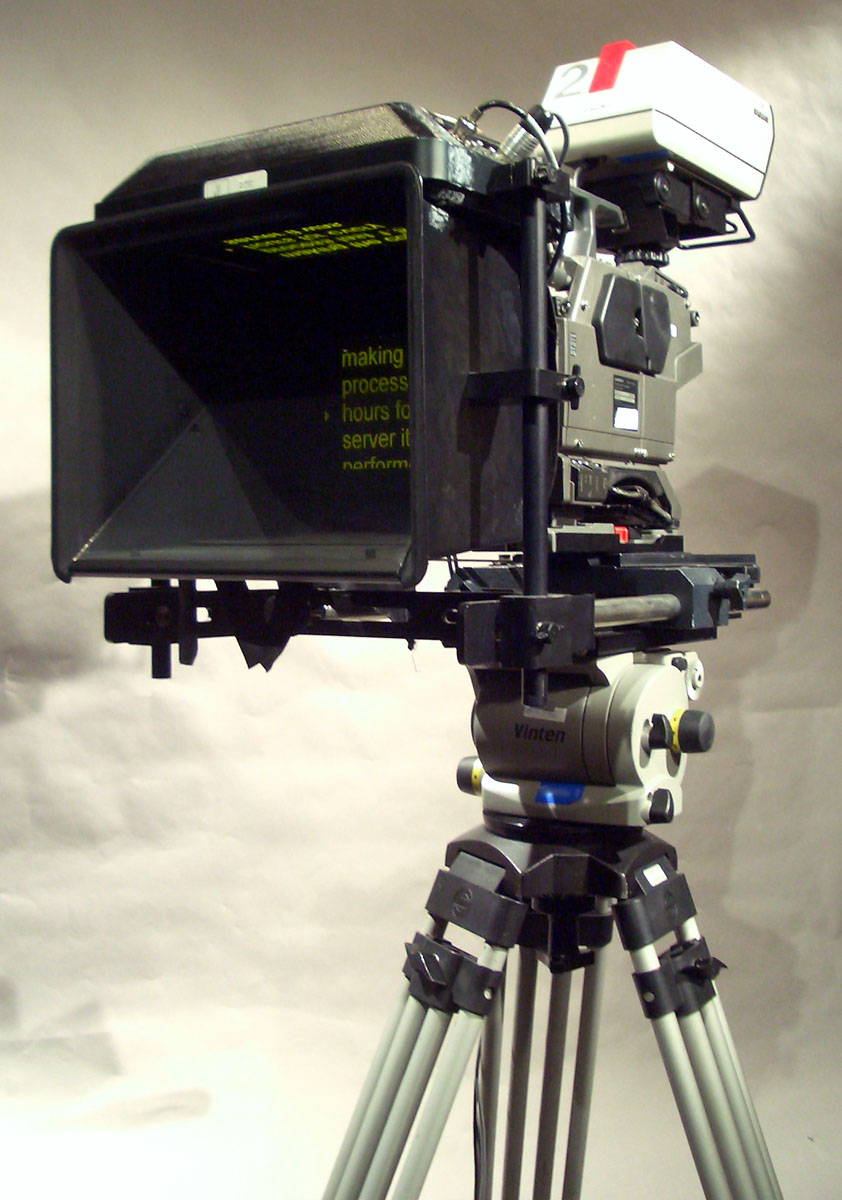
プロンプタ内蔵カメラ

プロンプターと呼ばれるシステムには、大きく分けて3通りの種類がある。いずれの場合もパソコンからの原稿映像を離れた場所にある液晶モニタなどに映し出して使用する。ビデオカメラの場合はレンズの前に液晶ディスプレイとハーフミラーが組込まれており、演説などの場合はハーフミラーが演台の前にセットされる。またコンサートなどではステージと客席の間に大型のディスプレーを配置する。
パソコンや液晶ディスプレイは2000年代に高性能化が進んだことで用途にそって用いられるようになったが、それ以前のテレプロンプター（特にテレビスタジオ用）はブラウン管 (CRT) テレビを組み込んだ表示部と、それと接続されたカメラで原稿などを別に撮影して読み手（キャスター、アナウンサー）に伝達する方法が主流であった。
現在でも報道スタジオではNHK・民放を問わず、基本的にはスタジオ内のニュースキャスターの机の上の原稿を上部のバトン設置したカメラで直接撮影するように設置されている。また民放の一部キー局においては、時間帯によってはこの仕組みを使わず、伝える内容を別の場所で撮影し、読み手に合わせて担当者が原稿を差し替えていくという方法を用いている。

## スタジオ用
記事冒頭に示したようなシステム。テレビカメラのレンズ部分にハーフミラーを設置するもの。レンズの部分に原稿が映し出されるため、アナウンサー・ニュースキャスターなど演者は手元の原稿に目を落とすことなく、原稿を読む際にいわゆる「カメラ目線」を維持することができ視聴者への違和感を軽減できる。
日本では1980年代初頭から東京都にあるNHK放送センターの報道スタジオにおいて、いわゆる「テレビ用プロンプター」の使用が開始された。使用開始初期のプロンプターは、ハーフミラーを用いたものではなく、テレビカメラのレンズ上部にCRTがアナウンサー側を向いて固定されていた。ほぼ同時期に、東京放送（現・TBSテレビ）の報道スタジオにおいてもプロンプターの使用が開始された。こちらは、ハーフミラーを用いた現行のシステムに近いものではあったが、テレビカメラに装置を固定するのではなく、キャスター（移動用の車輪）付きのプロンプター装置に、通常のテレビカメラを合わせるという仕組みであった。

## 講演・演説用

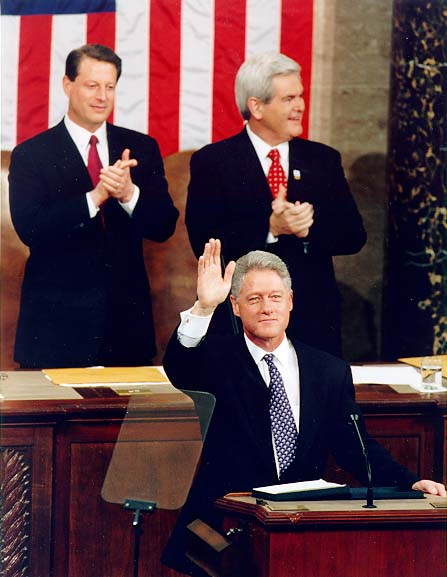
クリントン元大統領の手前にテレプロンプターのハーフミラーが見える

講演・演説の際に、演台の前や演台の上に、液晶ディスプレイとスタンド式のハーフミラーを取付けたテレプロンプター装置を設置して使用するもの。常に顔を上げたままでスピーチができるため、観客の方を向いて訴えかけたりアクションをしたりすることも可能である。
オペレーションにあたっては、テレプロンプターの名前の由来でもある「テレ=遠隔」からのパソコン操作（遠隔操作）によって行われる。ワープロソフト（MS Wordなど）で作られた原稿を、テレプロンプター専用のソフトウェアを用いて演者の話す速度に合わせて、担当のオペレーターが操作を行う。ただし少しのミスも許されない極めて重要な演説など於いては、パソコン側の送出を2セット用意し（フォールトトレラント）、どちらか一方がフリーズしたりミスをしても演説を続けられるように、バックアップのオペレーターとして専任のメンテナンス係が付く。
講演や演説で演台から離れてステージ上を自由に歩き回りながらスピーチをする場合には、舞台と客席の間に大きめの床置きディスプレイを設置して、そこにも原稿を映し出すやり方も多々見られる。一般のホールや会議場で行われるスピーチにおいて、客席の中ほどや後方に置かれた大型ディスプレイを見ながら行うこともある。

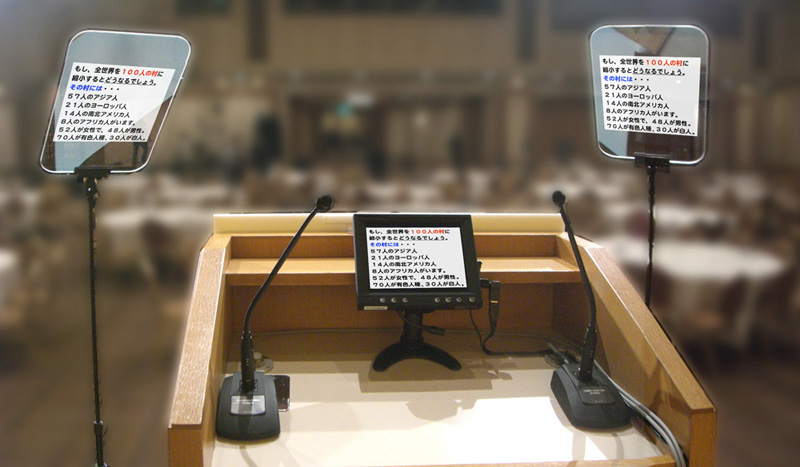
演台側から見たテレプロンプター
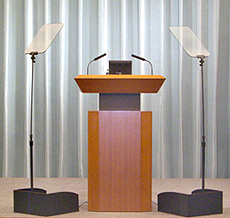
床置き型のテレプロンプター
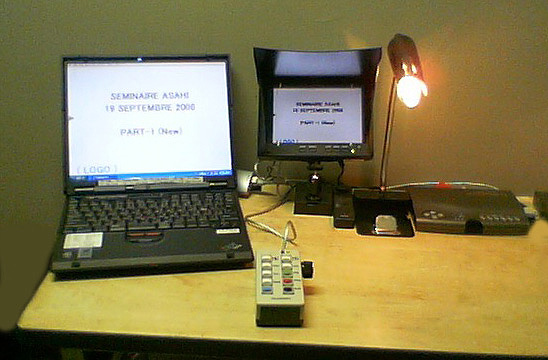
テレプロンプターのコントローラー
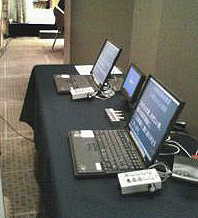
ダブル体制でのオペレーション
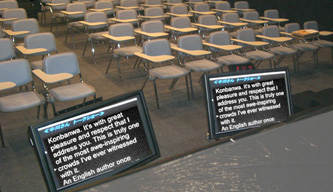
床置きディスプレイ

講演・演説用の用途としては、1960年代中頃より米国の歴代・大統領が重要な施政方針演説などの際に使い始め、やがて世界中で国家元首クラスの政治家や大企業のトップなどが、重要な演説で使用するようになった。
2000年代以降ではバラク・オバマ元大統領、ジョー・バイデン前大統領、ドナルド・トランプ大統領などが演説で用いている。
日本では、細川護熙が内閣総理大臣として初めて使用した。それ以降、民間では大手企業に於いて頻繁に使用され始め一般化して来ている。その後の歴代首相としては、麻生太郎、安倍晋三、菅義偉などがプロンプター を使用して記者会見などを行う様になった。
スピーチ内容の正確さと、秩序立った的確な表現、顔を上げて説得力のあるスピーチをすることができるという利点がある。

## コンサート・ライブ用
こちらは上の二つに比べれば仕掛け的にはシンプルで、ステージ前方部の床付近にディスプレイを設置したり、テレビスタジオであれば観客席の後ろの高い位置に大型のモニタを取り付け、そこに歌詞や台詞、プロデューサーからの指示、時刻などを映し出すものである。「観客と一緒に歌う」など演出の内容によっては、客席に向けた映像装置に歌詞を表示する。

## カラオケ
娯楽用のカラオケ装置は、単に伴奏のみが収録された「カラオケ」と呼ばれる音源を流し、歌詞の書かれた本を見ながら歌唱していたが、TVモニターに歌詞を表示するプロンプターの機能がつけられた。